# Halland
Halland is een zogenoemd landschap in het Zuid-Zweedse landsdeel Götaland. Het is aan het Kattegat gelegen en valt grotendeels samen met de provincie Hallands län.
Halland behoorde oorspronkelijk tot Denemarken maar werd in 1658 bij de Vrede van Roskilde samen met Blekinge en Skåne aan Zweden afgestaan.

## Bestuur
De Zweedse landschappen hebben geen bestuurlijke functie. Het landschap Halland hoort voor het grootste deel tot de provincie Hallands län, hoewel er ook stukken zijn die tot Skåne län en Västra Götalands län behoren.

## Geschiedenis

### Geschiedenis tot 800 na Christus
Sinds de steentijd wonen er mensen in Halland. Uit die tijd en de bronstijd stammen meer dan 1100 archeologische vondsten in het landschap zoals: dolmen, ganggraven, grafheuvels en megalieten.
Aan het einde van de bronstijd vond er een overconsumptie van grondstoffen plaats. Grote gebieden werden ontbost. Dit was waarschijnlijk een gevolg van de grote vraag naar goud en brons door de lokale elites.
Het kouder wordende klimaat aan het begin van de ijzertijd zorgde ervoor, dat het moeilijker werd om goud en brons te winnen op dezelfde manier als daarvoor. Een gevolg hiervan was dat de sociale structuren veranderden.
Aan het begin van de ijzertijd was iedereen relatief gelijk, maar vanaf ongeveer 200 na Christus, begonnen verschillende dorpen zich samen te voegen tot wat grotere samenlevingen en kleine koninkrijken. Het wordt waarschijnlijk geacht, dat dit een langeafstandsgevolg van het groeiende Romeinse Rijk was. Tijdens de 5e eeuw en de 6e eeuw ontstonden grote vrijstaande boerderijen (deze boerderijen waren groter dan ooit voordien in Halland). Tegenwoordig kan er nog zo’n boerderij worden gevonden in Slöinge.
Het waren niet alleen de sociale structuren die veranderden, ook de structuur van plaatsen veranderde. Nieuwe dorpen werden gesticht, terwijl oude werden verlaten. Vanuit deze plaatsen werden in de middeleeuwen nieuwe plaatsen gesticht en werden gebieden bestuurd.

### Tussen 800 en 1645 na Christus
Tijdens de 13e eeuw werd er veel gevochten in Halland. Zweden, Denemarken en in mindere mate ook Noorwegen vochten om de macht in Scandinavië. De vele oorlogen zorgden ervoor dat Halland arm werd. Dit kwam niet alleen door materiële schade die het gevolg was van gevechten, maar ook door de sociale impact die de oorlog veroorzaakte: mensen verloren de wil om te investeren in hun land, aangezien dit toch weer vernietigd zou worden.
Halland was tijdens de 13e eeuw wel drie keer het strijdtoneel van invallen en plunderingen: in 1256 viel Haakon IV van Noorwegen Halland binnen, in 1277 Magnus I van Zweden en in 1294 Erik VI van Denemarken. De volgende eeuw was Halland verdeeld in twee delen, waarbij de rivier de Ätran de grens vormde tussen deze delen.
Toen de Unie van Kalmar werd gevormd, kwam Halland voor een relatief korte periode erg centraal te liggen. De koning moest volgens het unie verdrag in Halmstad worden verkozen.
Tijdens de opstand van Engelbrekt in 1434 werd het fort in Falkenberg plat gebrand. En twee jaren later in 1436 werd Lagoholm veroverd door de Zweden. De oorlogen tussen Zweden en Denemarken aan het begin van de 16e eeuw hadden grote gevolgen voor Halland, vooral toen in 1519 de grensgebieden zwaar werden aangevallen door de Zweden, als wraak voor een vergelijkbare Deense aanval in Västergötland.
De oorlogen Gravenvete, de Zevenjarige Oorlog en de Kalmaroorlog hadden grote gevolgen voor Halland. Een van de belangrijkste veldslagen tijdens de Zevenjarige Oorlog, de Slag bij Axtorna, vond ook plaats in Halland.

### Na 1645
Oorspronkelijk hoorde Halland tot Denemarken. De Vrede van Brömsebro in 1645 bepaalde dat Halland voor een periode van dertig jaar bij Zweden zou gaan horen. In 1658 werd de vrede van Roskilde gesloten; dit verdrag bepaalde dat Halland samen met Blekinge en Skåne definitief tot Zweden zou gaan behoren. Het laatste oorlogsgevecht vond plaats op 17 augustus 1676 in Fyllebro, tijdens de Schoonse Oorlog.
Halland ontwikkelde zich steeds meer en meer en landbouw was het belangrijkste middel van bestaan in het landschap. Een op veel plaatsen te intensieve landbouw zorgde echter aan het eind van de 19e eeuw ervoor dat de grond minder vruchtbaar werd: Halland had veel last van erosie, vooral winderosie was een groot probleem. Op veel plaatsen werd er een laag zand over de landbouwgrond geblazen. Hierdoor kende Halland aan het einde van de 19e eeuw en het begin van de 20e eeuw veel emigratie.
Na de Tweede Wereldoorlog (waarin Zweden overigens neutraal was) verdubbelde het aantal inwoners in Halland van circa 150.000 in 1945 tot iets minder dan 300.000 tegenwoordig. Deze stijging is ook te wijten aan het feit dat veel mensen die in Göteborg werken in het noordelijke deel van Halland gingen wonen.

### Steden
De volgende plaatsen in Halland hebben stadsrechten, tussen haakjes staat wanneer de plaatsen stadsrechten kregen:
- Falkenberg (1558)
- Halmstad (ongeveer 1200)
- Kungsbacka (ongeveer 1400)
- Laholm (ongeveer 1200)
- Varberg (ongeveer 1100)

## Geografie

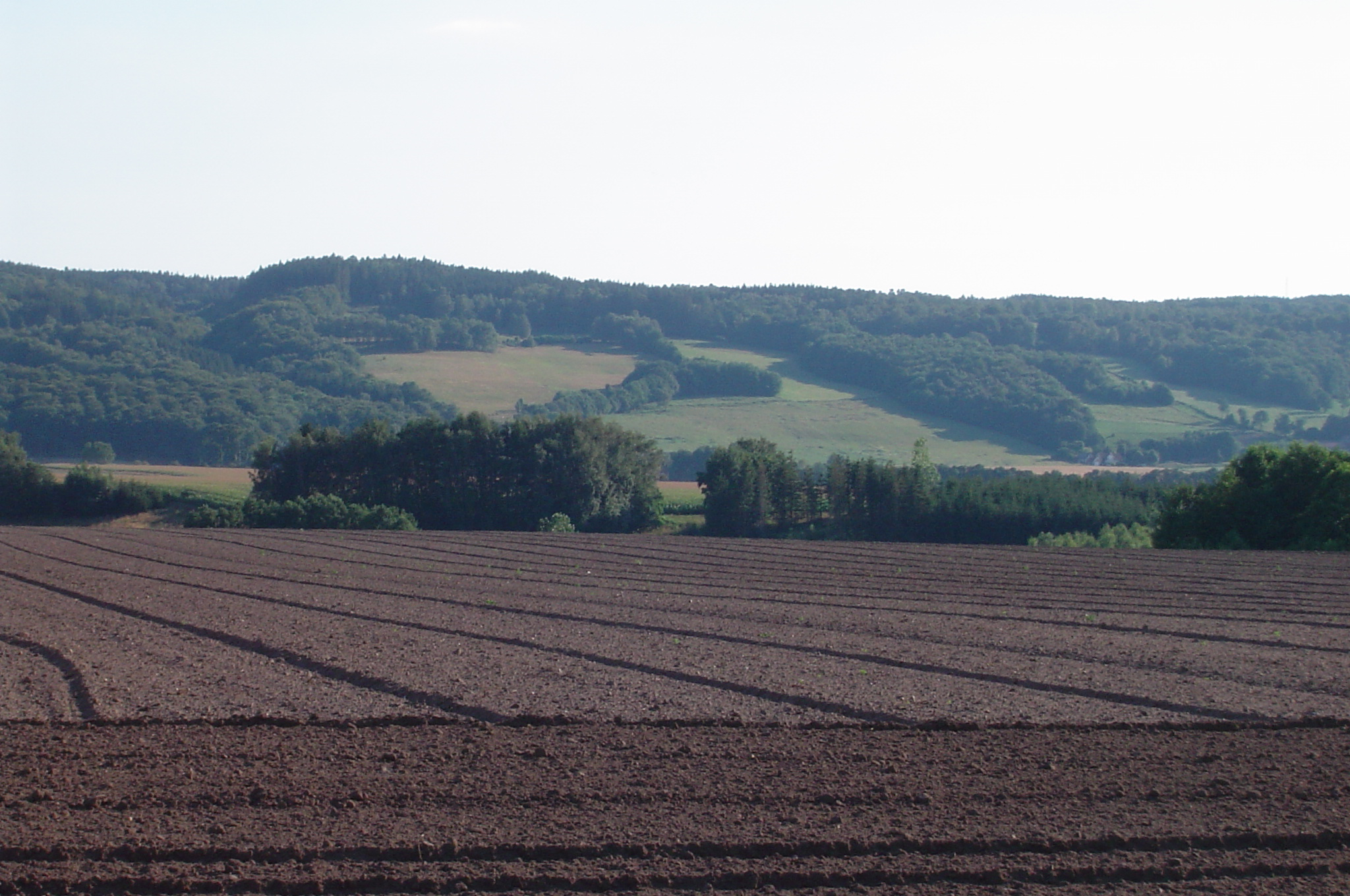
De noordzijde van de Hallandsås bij het dorpje Hasslöv in de gemeente Laholm

De rivieren lagan, Ätran, Nissan en Viskan stromen door Halland. Halland is bekend vanwege zijn vruchtbare grond en in de gebieden aan de kust is veel landbouwgrond te vinden. Het binnenland van Halland is voor een groot deel bebost. Het hoogste punt van Halland is de 226 meter boven de zeespiegel gelegen Högalteknall, een top in de Hallandsåsen, de heuvelrug die Halland scheidt van Skåne. Het grootste meer van Halland is het 33 km² grote Lygrern, gelegen in de gemeente Kungsbacka (Halland) en de gemeente Mark (Västergötland).

### Flora en Fauna
Halland kan wat betreft flora en fauna worden opgedeeld in drie regio's : de kustvlakte, de overgangsstreek en de bosstreek.
In de kuststreek ligt de meeste landbouwgrond en toch heeft juist dit gebied de hoogste bevolkingsdichtheid.
De overgangsstreek bestaat zowel uit landbouwgrond als uit bossen, vooral loofbossen. Ook de noordhelling van de heuvelrug Hallandsåsen behoort tot dit gebied.
De bosstreek omvat het oostelijke deel van Halland. Dit deel is sterk bebost met vooral naaldbossen. In het zuidelijke en middelste deel van dit gebied zijn veel moerassen te vinden. De aarde in dit gebied is betrekkelijk voedingsarm.
Rond de 60% van de oppervlakte van Halland is bos. In deze bossen is de spar de meest voorkomende boom. Vroeger waren er meer heidegebieden in Halland te vinden en minder bos. In de 19e eeuw was winderosie een groot probleem.

## Cultuur

### Dialect
De taalkundige variëteiten in Halland worden beide Halländska genoemd, hoewel ze bij twee verschillende dialectgroepen horen. In Noord-Halland wordt een variant van het Götaland dialect gesproken, terwijl in het zuiden van Halland een variant van het Skåns wordt gesproken.